# Виды рода Кандык
- Список составлен (если не указано иное) на основе базы данных Королевских ботанических садов в Кью[1].
- Полужирным шрифтом выделены виды, встречающиеся на территории России и сопредельных стран.
- Возможна прямая и обратная сортировка по всем колонкам.
- В конце второй колонки приведена ссылка на персональную страницу таксона на сайте GRIN (если таковая существует).

| Научное название | Русское название, дополнительная информация | Иллюстрация |
| --- | --- | ----------- |
| Erythronium albidum Nutt. | Кандык беловатый. Североамериканский вид. Растёт по лиственным лесам восточной части США и в канадской провинции Онтарио. Вид, в штате Мэриленд находящийся под угрозой исчезновения. |             |
| Erythronium americanum Ker Gawl. - Erythronium americanum subsp. americanum - Erythronium americanum subsp. harperi (W.Wolf) C.R.Parks & Hardin                                           | Кандык американский. Ареал охватывает всю восточную половину Северной Америки за исключением крайнего севера и юга. В штате Юта вид находится под угрозой исчезновения. |             |
| Erythronium californicum Purdy | Кандык калифорнийский. Растёт на северо-западе штата Калифорния. |             |
| Erythronium caucasicum Woronow | Кандык кавказский. Эндемик Западного Закавказья. Описан Ю. Н. Вороновым в 1933 году «из Черкесии, г. Айбаз». Растёт в лесах, на опушках. Кроме того, ареал включает также Черноморское побережье Кавказа (Новороссийск, Горячий Ключ), окрестности города Майкопа. Растёт также в Северном Иране и в горах Эльбурса, имеется реликтовый участок ареала в Ставропольском крае, в окрестностях города Ставрополя (Таманская и Русская лесные дачи). Растёт в лесах нижнего горного пояса и в высокогорьях, на полянах в лиственных или смешанных лесах, на лугах у тающего снега.                    |             |
| Erythronium citrinum S.Watson - Erythronium citrinum var. citrinum - Erythronium citrinum var. roderickii Shevock & Allen                                                                 | Кандык лимонно-жёлтый. Растёт по сухим лесным полянам и зарослям кустарников, обычно на известняках. Встречается на границе штатов Калифорния и Орегон в США. Способен взбираться до высоты 1 800 м, но обыкновенно растёт на высоте от 100 до 1 300 м над уровнем моря. |             |
| Erythronium dens-canis L.typus | Кандык собачий зуб, или Кандык европейский. Ареал — субтропические и теплоумеренные районы Европы от Испании до западных районов Украины. Встречается в горных лиственных лесах и среди зарослей кустарников. В Альпах поднимается на южных склонах до 1 700 м над уровнем моря. Весной доминирует в травяном покрове буковых лесов нижнего горного пояса. На восточной границе ареала, в предгорьях Карпат, произрастает изредка и спорадически. Был занесён в Красную книгу СССР. |             |
| Erythronium elegans P.C.Hammond & K.L.Chambers | Кандык изящный. Редкий вид, находящийся под угрозой исчезновения. Эндемик штата Орегон, где взят под охрану. Известны пять популяций. Растёт в редких хвойных лесах среди елей, псевдотсуг и туй, в зарослях кустарников, на открытых лугах и каменистых осыпях. |             |
| Erythronium grandiflorum Pursh - Erythronium grandiflorum subsp. candidum Piper - Erythronium grandiflorum subsp. grandiflorum                                                            | Кандык крупноцветковый. Растёт по горным лугам западной части Северной Америки (в особенности в Скалистых горах), в штатах Калифорния, Колорадо, Айдахо, Нью Мексико, Орегон, Юта, Вайоминг, Вашингтон, в канадских провинциях Альберта и Британская Колумбия |             |
| Erythronium helenae Applegate | Кандык горы Святой Елены. Встречается в сухих лесах и зарослях кустарников на известняках. Достигает высоты 500—1 200 м над уровнем моря. Отмеченные популяции находятся в штате Калифорния вблизи горы Святой Елены (отсюда и происходит видовое название растения). |             |
| Erythronium hendersonii S.Watson | Кандык Хендерсона. Растёт по сухим облеснённым горным долинам на высоте от 300 до 1 600 м над уровнем моря в северной части штата Калифорния и на юго-западе штата Орегон. Вид назван именем Луи Фурнике Хендерсона (англ. Louis Fourniquet Henderson, 1853—1942), профессора ботаники Университета Айдахо в 1893—1908 годах, куратора гербария этого же университета на протяжении 15 лет. |             |
| Erythronium howellii S.Watson | Кандык Хауэлла. Вид, находящийся под угрозой исчезновения. Редко встречается на границе штатов Калифорния и Орегон по хвойным лесам на известковой почве. Вид назван именем Томаса Джефферсона Хауэлла (англ. Thomas Jefferson Howell, 1824—1912), собирателя растений, знатока флоры штатов Орегон и Вашингтон, впервые описавшего более пятидесяти видов растений, автора Каталога известных растений Орегона, Вашингтона и Айдахо (англ. A Catalogue of the Known Plants (Phaenogamia and Pteridophyta) of Oregon, Washington, and Idaho), который был издан в 1887 году и содержал 2 152 вида. |             |
| Erythronium idahoense H.St.John & G.N.Jones | Кандык айдахоский. Растёт по лугам и лесным опушкам на высоте от 500 до 1 500 м в штатах Айдахо (отсюда и название вида), Монтана и Вашингтон. Не всеми исследователями признаётся в качестве самостоятельного вида; часто считается синонимом Erythronium grandiflorum subsp. candidum Piper. |             |
| Erythronium japonicum Decne. | Кандык японский. Основная часть ареала в Китае, на Корейском полуострове и в Японии. В России встречается только у северо-восточной границы ареала — в Сахалинской области (Долинский район, острова Уруп и Кунашир). Растёт на разнотравных лугах на берегу моря, а в горах — среди высокотравья и на лесных полянах. Внесён в Красную книгу России. Охраняется на территории Курильского заповедника. |             |
| Erythronium klamathense Applegate | Кандык кламатский. Растёт по горным лугам и на полянах хвойных лесов на высоте от 1 200 до 1 900 м над уровнем моря в американских штатах Калифорния и Орегон (горы Кламат). В Калифорнии признан видом, находящимся под угрозой исчезновения |             |
| Erythronium mesochoreum Knerr - [= Erythronium albidum Nutt. var. mesochoreum (Knerr) Rickett]                                                                                            | Кандык внутренний, или Кандык мезохорный. Произрастает в США на территории штатов Арканзас, Айова, Иллинойс, Индиана, Канзас, Монтана, Небраска, Оклахома и Техас по степям и лесостепям. Вид, в штате Иллинойс находящийся под угрозой исчезновения |             |
| Erythronium montanum S.Watson | Кандык горный. Североамериканский вид, растёт в штатах Орегон и Вашингтон (США) и провинции Британская Колумбия (Канада) по альпийским и субальпийским лугам |             |
| Erythronium multiscapideum (Kellogg) A.Nelson & P.B.Kenn. - [= Fritillaria multiscapoidea Kellogg]basionym                                                                                | Кандык многостебельный. Северная часть штата Калифорния (США). По редколесьям и кустарниковым зарослям на горных склонах на высоте 400—1 000 м над уровнем моря; часто на известняках. |             |
| Erythronium oregonum Applegate - [= Erythronium grandiflorum var. albiflorum Hook.] - Erythronium oregonum subsp. leucandrum (Applegate) Applegate - Erythronium oregonum subsp. oregonum | Кандык орегонский. Растёт в штатах Тихоокеанского побережья США и канадской провинции Британская Колумбия по дубравам и редким хвойным лесам, каменным осыпям, лугам на высоте до 500 м над уровнем моря. |             |
| Erythronium pluriflorum Shevock, Bartel & G.A.Allen | Кандык многоцветковый. Произрастает только в графстве Мадера (Калифорния, США). Растёт по альпийскому хвойному редколесью на высоте от 2 300 до 2 600 м над уровнем моря. |             |
| Erythronium propullans A.Gray | Кандык побеговый. Растёт вдоль берегов рек в лесистых долинах в штате Миннесота (США) на богатых нейтральных или слабокислых почвах при хорошем увлажнении. Редкий вид (в 2007 году были достоверно известны всего лишь 14 мест произрастания), находящийся под угрозой исчезновения |             |
| Erythronium purpurascens S.Watson | Кандык краснеющий. Растёт по редким хвойным лесам, лугам, каменистым долинам на высоте от 1 500 до 2 700 м над уровнем моря в штате Калифорния (США) |             |
| Erythronium pusaterii (Munz & J.T.Howell) Shevock, Bartel & G.A.Allen - Erythronium grandiflorum subsp. pusaterii Munz & J.T.Howell                                                       | Кандык Пусатери. Растёт по лугам, редколесью, каменистым склонам на высоте от 2 100 до 2 500 м над уровнем моря. Редкий вид, известен только из округа Туларе в штате Калифорния (США). Вид назван в честь Сэмюэла Джозефа Пусатери (англ. Samuel Joseph Pusateri, 1911—1996), американского биолога, автора книг Flora of our Sierran parks, Yosemite, Sequoia and Kings Canyon и Sequoia and Kings Canyon National Parks. |             |
| Erythronium quinaultense G.A.Allen | Кандык квинайлский, или квиноултский. Назван по индейскому племени квинайл, проживающему на территории штата Вашингтон в США в районе озера и хребта Квиноулт, где и произрастает этот вид кандыка. Растёт по каменистым полянам в редких лиственных лесах на высоте от 500 до 900 м над уровнем моря. |             |
| Erythronium revolutum Sm. - [= Erythronium johnsonii Bol.] | Кандык завёрнутый, или Кандык отвёрнутый. Растёт по тенистым берегам потоков, речным террасам, увлажнённым и заболоченным лесам на высоте до 600 м над уровнем моря; в основном, на удалении до 100 км от Тихоокеанского побережья Северной Америки (штаты Калифорния, Орегон, Вашингтон в США, провинция Британская Колумбия в Канаде) Редкий вид, находящийся под угрозой исчезновения |             |
| Erythronium rostratum W.Wolf | Кандык клювовидный. Ареал — штаты Алабама, Арканзас, Канзас, Кентукки, Луизиана, Монтана, Миссури, Огайо, Оклахома, Теннесси, Техас. Редкий вид, в Кентукки, Огайо и Теннесси находящийся под угрозой исчезновения. Растёт по лесам, часто по заболоченным поймам вдоль водных потоков, иногда на уступах утёсов на высоте до 500 м над уровнем моря. |             |
| Erythronium sajanense Stepanov & Stassova (2011) | Кандык саянский. Распространён в правобережной части Западного Саяна, на юге Красноярского края, Хакасии и Тувы. |             |
| Erythronium sibiricum (Fisch. & C.A.Mey.) Krylov | Кандык сибирский. Растёт в хвойных (елово-пихтово-кедровых) лесах по опушкам, на лесных пойменных лугах, в альпийском поясе около тающих снегов, альпийских тундрах и лугах, на каменистых сопках в предгорьях. Распространён в Западной (Алтай), Восточной Сибири (по Ангаре и в Саянах) и Монголии |             |
| Erythronium taylorii Shevock & G.A.Allen | Кандык Тейлора. Редкий вид, известный лишь по местообитанию в графстве Туолумн в Калифорнии. Растёт по редколесьям на каменистых осыпях в центральной части гор Сьерра-Невада, поднимаясь до высоты 1 300—1 400 м над уровнем моря. Назван именем Дина Уильяма Тейлора (англ. Dean William Taylor), американского ботаника, первого вице-президента Калифорнийского ботанического общества, много усилий приложившего для сохранения растений, находящихся под угрозой исчезновения. |             |
| Erythronium tuolumnense Applegate | Кандык туолумнийский. Назван по графству Туолумн (англ. Tuolumne County) в Калифорнии, где растёт по редколесью и в ущельях, поднимаясь до высоты 600—1 000 м над уровнем моря. |             |
| Erythronium umbilicatum C.R.Parks & Hardin - Erythronium umbilicatum subsp. monostolum C.R.Parks & Hardin - Erythronium umbilicatum subsp. umbilicatum                                    | Кандык пуповидный. Редкий вид, находящийся под угрозой исчезновения. Встречается на территории юго-восточных штатов США (Алабама, Флорида, Джорджия, Кентукки, Северная и Южная Каролина, Теннесси, Вирджиния и Западная Вирджиния, Мэриленд) и федерального окуруга Колумбия. Растёт по рощам в степях вдоль ручьёв и малых рек; поднимается до высоты 900 м над уровнем моря. |             |